# Goran Slavkovski
Goran Slavkovski (Skrävlinge, 8. travnja 1989.) švedsko-makedonski nogometaš. Zbog njegove građe i stila igre, čime uvelike podsjeća na Zlatana Ibrahimovića, dobio je nadimak "Ibrahimović II".

## Klupska karijera

### Inter
Dana 7. svibnja 2006. godine, sa samo 17 godina i mjesec dana, Slavkovski je ušao u igru u 83. minuti utakmice Serie A protiv Siene, čime je postao najmlađi igrač milanskog Intera koji je nastupio u službenoj utakmici. Rekord je prethodno držao Giuseppe Bergomi, Interova legenda. Iako se trener Roberto Mancini vrlo pozitivno izrazio o budućnosti mladog nogometaša, Slavkovski nije dobio daljnje prilike za igranje u prvom sastavu, te je poslan na posudbu u Englesku.

### Sheffield United
Početkom 2008. godine, u zimskom prelaznom roku, Slavkovski je bio spreman otići na posudbu u engleski Middlesbrough, ali nije prošao liječnički pregled. Idućeg dana - posljednjeg dana prijelaznog roka, Inter je Slavkovskog poslao na posudbu u Sheffield United, u 2. englesku ligu. Tamo se nije uspio nametnuti, te je ostao bez nastupa za prvu momčad, nastupivši samo za Sheffieldov rezervni sastav, gdje je u 6 utakmica postigao 4 pogotka.

### Hajduk
Dana 27. lipnja 2008. potpisao je petogodišnji ugovor sa splitskim Hajdukom, no on je trebao službeno stupiti na snagu uz uvjete da liječnički nalazi budu pozitivni, da ga Inter pusti besplatno, te da igrom zadovolji kriterije trenera Gorana Vučevića.
Međutim, s vremenom se Slavkovski pokazao fizički iznimno nespremnim igračem, ne pokazavši pritom ni neki poseban talent, a nakon što je bez pravovaljanog ugovora nastupio na dvije pripremne utakmice, još je milanski Inter zatražio 600.000 € odštete za igrača. Kako više nije smio nastupiti za splitsku momčad, pušten je natrag u Italiju.

## Internacionalna karijera
Iako je prošao sve mlađe uzraste švedske reprezentacije (od U-15 do U-19 zabio je 24 gola u 33 nastupa), Slavkovski se ipak odlučio zaigrati za reprezentaciju Makedonije. Veliki utjecaj na njegovu odluku imao je makedonski premijer Nikola Gruevski, koji ga je nagovorio i dao mu dres reprezentacije s njegovim prezimenom i brojem 9.